# Theodor Evertz
Theodor Evertz, actif vers 1554, est un compositeur de l'école franco-flamande. On ne connaît rien de sa vie et peu de son œuvre.  Trois de ses chansons néerlandaises sont insérées dans le recueil Dat ierste boeck vanden nieuwe Duijtsche liedekens (Le Premier Livre de chansons néerlandaises), publié par Jacob Baethen à Maastricht en 1554 : 
- (nl) O Venus jent aensiet toch mijn torment ;
- (nl) Ontwaect van slaep nu wij ghij sijt ;
- (nl) Schoen lief ic mach wel claeghen.

Aucun exemplaire complet du recueil de Baethen n'a été retrouvé ; la partie du soprano manque.  L'une des chansons à quatre voix est reprise dans Een Duijtsch musijck boeck, publié par Petrus Phalesius en 1572, un recueil dont on ne conserve qu'un exemplaire complet. 

## Sources
- (en) The New Grove Dictionary of Music and Musicians, Londres, 2001.
- (nl) BONDA, Jan Willem.  De meerstemmige Nederlandse liederen van de vijftiende en zestiende eeuw (Les Chansons polyphoniques néerlandaises des XVe et XVIe siècles), Hilversum, Verloren, 1996  (ISBN 90-6550-545-8).